# Blixembosch
Blixembosch is een woonwijk in de gemeente Eindhoven in het stadsdeel Woensel-Noord. De wijk is gebouwd op voormalige akkergronden en bestaat na gefaseerd realiseerde woningbouw uit verschillende buurten. Op 1 januari 2023 telde de buurt 9.285 inwoners, verdeeld over 3.444 woningen, op een oppervlakte van 2,39 km².
Eind jaren 1980 werd begonnen met de bouw van Blixembosch 1 (Blixembosch-West), de Diamantenbuurt. In het laatste decennium van de 20e eeuw werd tegen de oude Philipswijk op de Esperheide een grootschalige nieuwe buurt gebouwd, Blixembosch II (Blixembosch-Oost). Omdat de straatnamen in deze wijk vernoemd zijn naar sprookjes en sprookjesfiguren wordt de buurt vaak getypeerd als 'Het sprookjesbos'. Vanaf 1995 werd ook gebouwd aan de landenbuurten (Engelse, Italiaanse, Franse en Amerikaanse buurt), op grond die eerder eigendom was van Rijkswaterstaat. Blixembosch II werd zo uitgebreid met honderden woningen en een winkelcentrum. De delen van Blixembosch worden gescheiden door het Aanschotpark, dat in het verlengde ligt van het Henri Dunantpark.
De wijk wordt omsloten door de Kennedylaan, Tempellaan, Hondsruglaan en Huizingalaan en grenst in het noorden aan de A50. Medio 2006 is er begonnen met de ontwikkeling van knooppunt Ekkersrijt, waar een ongelijkvloerse aansluiting van de autowegen A58 (thans A50) en A50 en de Kennedylaan is aangelegd. Dat project is afgerond in 2009 en is aansluiting 7 van de A50 geworden. Door omlegging van bestaande wegen is een aantal hectare grondgebied beschikbaar gekomen en werd een laatste uitbreiding van Blixembosch II mogelijk.

## Subbuurten van Blixembosch
- Blixembosch-West
  - Diamantenbuurt
  - Aanschot
- Blixembosch-Oost
  - Sprookjesbuurt
  - Engelse buurt
  - Italiaanse buurt
  - Franse buurt
  - Amerikaanse buurt
- Blixembosch-Noordoost
  - De Velden
  - Het Plateau

## Verkeer en vervoer
Blixembosch is op het openbaar vervoersnetwerk van Eindhoven aangesloten met twee buslijnen:
- Lijn 2: Blixembosch-Oost - Centraal Station
- Lijn 3: Blixembosch-West - Centraal Station